# 経鼻エアウェイ
経鼻エアウェイ（けいびエアウェイ）は、鼻咽頭エアウェイとも呼ばれる。略語である、NPAや"nasal trumpet"とも呼ばれる気道補助具の一種で、鼻腔から後咽頭へ挿入して気道を確保するためのチューブである。1958年にハンス・カール・ヴェンドル（Hans Karl Wendl）によって発表された。患者が意識を失うと、顎の筋肉が弛緩し、舌が後ろに滑って気道を塞ぐことがよくある。このため気道確保が必要となるが、経鼻エアウェイは利用できる手段の1つである。ラッパ状部分は、患者の鼻の中にエアウェイが落ち込むのを防ぐためであるとされる。

## サイズ
他のカテーテルと同様に、経鼻エアウェイはフレンチスケールを使用して測定されるが、ミリメートルでも記載される。  典型的なサイズは下記の通り: 6.5mm/28FR、7.0mm/30FR、7.5mm/32FR、8.0mm/34FR、8.5mm/36FRなど。

## 適応と禁忌
経鼻エアウェイ は、人為的な気道確保が必要だが、気管挿管が不可能、非熟練、または医療従事者の業務範囲である場合に、救急救命士や救急隊員などの救急医療従事者が使用する器材である。  経鼻エアウェイ は、意識がある患者や意識レベルが変化している患者で、 口咽頭エアウェイを使用すると咽頭反射が起こる場合によく使用される。 顔面、特に鼻に外傷がある場合、または頭蓋骨骨折が疑われる場合は、 経鼻エアウェイ の使用は禁忌である。

## 挿入方法
正しいサイズのエアウェイは、患者に横からエアウェイを近づけて測定して選択する。長さは患者の鼻孔から耳たぶ程度までで、中程度の体格の成人であれば8-9cmで良い 。チューブの外側は、鼻に入りやすくするために水性潤滑剤で潤滑する。  エアウェイは、ラッパ状の端が鼻孔に当たるまで挿入する。